# Wadim Sztiepa
Wadim Sztiepa (ur. 1970) – rosyjski filozof, publicysta i redaktor naczelny periodyku „Inacze”.